# Маркус Дупри
Алексеј Јурјевич Метни (рус. Алексе́й Ю́рьевич Ма́етный; 31. мај 1988), познатији као Маркус Дупри (енгл. Markus Dupree), руски је порнографски глумац и редитељ. Основао је порно студио под називом "Vogov" за који режира хардкор гонзо порнографију.

## Биографија
Прву улогу у порнографском филму имао је 2007. године. Дипломирао је на Институту за економију и право у Санкт Петербургу. Године 2018. освојио је награду AVN за најбољег мушког извођача године, а поред тога има и три номинације у тој категорији.
Од 2016. до 2019. године је био у браку са порнографском глумицом Бриџит Би. Септембра 2018. је ступио у везу са порнографском глумицом Оутн Фолс.